# Kagraner Pfarrkirche

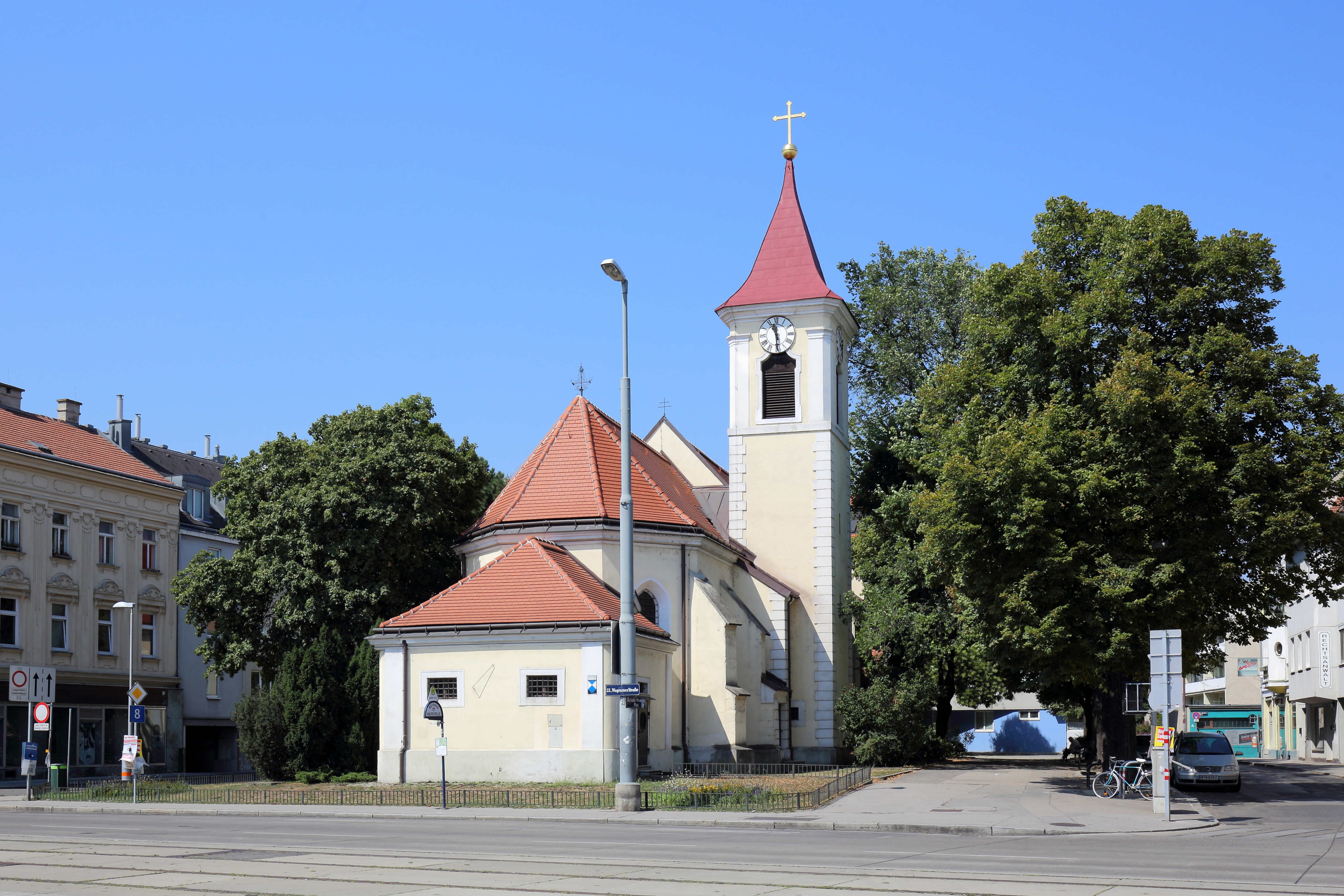
Katholische Pfarrkirche hl. Georg in Wien-Kagran

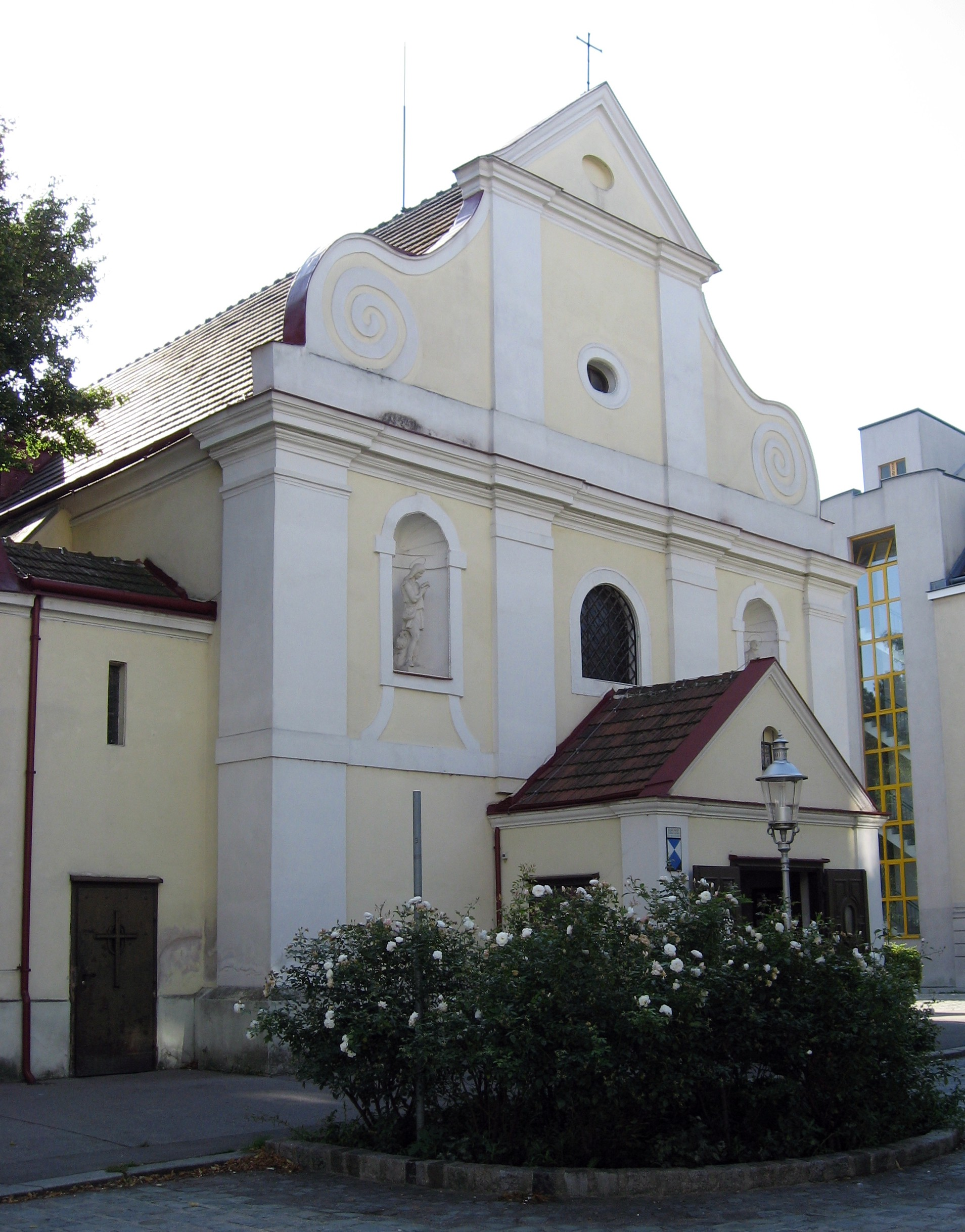
Haupteingang am St.-Wendelin-Platz

Die dem heiligen Georg geweihte Kagraner Pfarrkirche ist eine römisch-katholische Pfarrkirche im Bezirksteil Kagran des 22. Wiener Gemeindebezirks Donaustadt. Das Bauwerk steht unter Denkmalschutz und gilt als das älteste jenseits der Donau gelegene Gebäude Wiens. Sie ist die Hauptkirche der Pfarre St. Georg, die die älteste heute noch bestehende Pfarre Wiens ist. Die Pfarre ist im Stadtdekanat 22 des zur Erzdiözese Wien gehörenden Vikariates Wien Stadt eingegliedert.

## Lagebeschreibung
Die Kagraner Pfarrkirche befindet sich in der Nähe des Verkehrsknotens Kagraner Platz und der gleichnamigen U-Bahn-Station. Der Kagraner Friedhof liegt etwa 700 Meter nordöstlich der Kirche.

## Geschichte
Die Kirche wurde vermutlich im 12. Jahrhundert errichtet und war ursprünglich dem hl. Wendelin geweiht. Als 1438 (manche Quellen nennen ein früheres Datum) die benachbarte Ortschaft Stadlau und deren Kirche St. Georg durch eine Überschwemmung zerstört wurde, übernahm Kagran die Stadlauer Pfarrrechte sowie das Patrozinium des hl. Georg.
Mitte des 15. Jahrhunderts war Kagran die Großpfarre für die umliegenden Dörfer Eipeldau, Strebersdorf, Gerasdorf, Deutsch-Wagram, Jedlesee und Jedlersdorf, die jedoch mit der Zeit ihre eigenen Pfarren erhielten oder woanders eingepfarrt wurden. Die letzten beiden ausgepfarrten Gemeinden waren Stadlau (1934) und Hirschstetten (1953).
Die Kirche ist bereits im 15. Jahrhundert als einschiffige Dorfkirche nachweisbar. Der gotische Chor wurde 1438 errichtet und 1642 erfolgte eine Erweiterung des Langhauses. Der Turm mit Ortsteingliederung ist im Kern ebenfalls gotisch, Glockengeschoß und Spitzhelm sind aus dem 17. Jahrhundert. Im Zuge der Zweiten Wiener Türkenbelagerung 1683 wurde die Kirche verwüstet, auch durch zwei Brände im 18. Jahrhundert wurde sie schwer beschädigt.
Der die Kirche umgebende Friedhof bekam 1737 eine Erweiterung, die eingefriedet wurde. Ein Eisstoß beschädigte 1830 die Kirche und zerstörte die 1811 errichtete Leichenkammer des Friedhofs. Der Kirchhof wurde 1887 im Zuge der Errichtung des nahegelegenen Kagraner Friedhofs geschlossen, aber erst 1902 aufgelassen und in einen Vorplatz umgewandelt.
In den 1960er und 1970er Jahren wurden aus dem Kagraner Pfarrgebiet die Pfarren Auferstehung Christi, Kagraner Anger, Neukagran und St. Christoph am Rennbahnweg herausgelöst. Am 17. Juli 1990 stürzte die baufällige Orgelempore ein, nachdem zuvor noch die Orgel abgetragen werden konnte. Im Anschluss wurde die Kirche generalsaniert sowie eine neue Empore errichtet und am 21. November 1992 fand die feierliche Wiedereröffnung statt. Aktueller Pfarrer ist seit 1989 Georg Pauser.

## Literatur

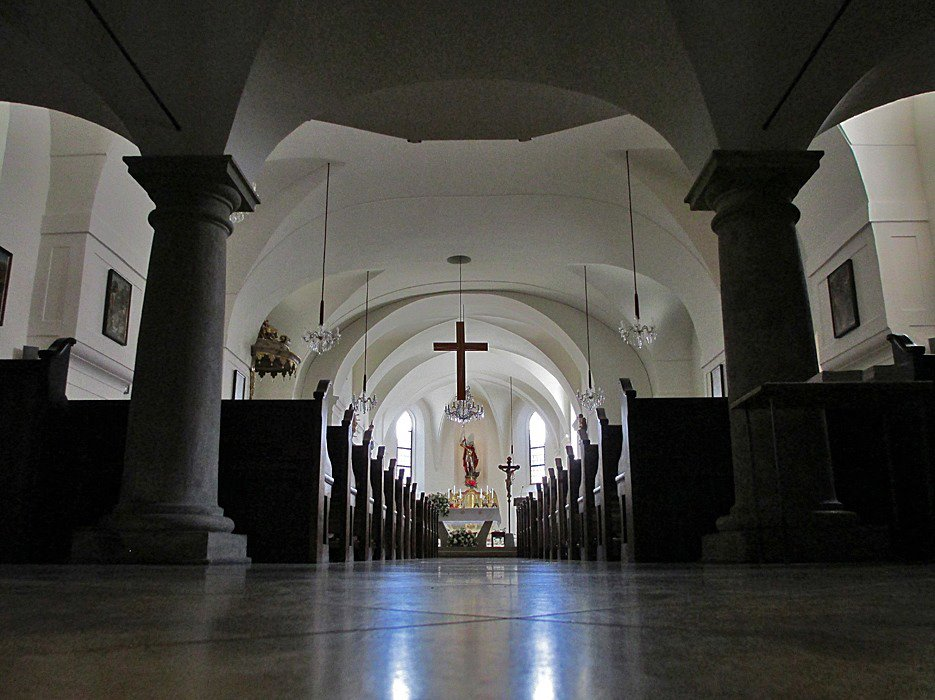
Innenansicht der Pfarrkirche